# Parkine
La parkine est une enzyme de type ubiquitine ligase dont le gène, PARK2, est situé sur le chromosome 6 humain.

## Rôles
Comme ubiquitine ligase, elle facilite la dégradation des protéines par le protéasome. Elle contribue à maintenir l'intégrité de la membrane mitochondriale en association avec le PINK1, ce dernier activant la parkine par l'intermédiaire d'une phosphorylation de l'ubiquitine.
Elle empêche également l'internalisation du récepteur de l'EGF et active la voie du phosphoinositide 3-kinase/Atk.

## En médecine
La mutation du gène entraîne une syndrome parkinsonien avec une transmission autosomale récessive. Ce gène constitue ainsi une piste de recherche pour la thérapie génique de la maladie de Parkinson.